# Leo Knops
Leo Knops (Bocholtz, 28 januari 1937) was een Nederlandse profwielrenner die actief was tussen 1962 en 1967.

## Wielerloopbaan
Knops' beste jaar was wellicht 1965 met een 3e plaats op het Nederlands kampioenschap, een 6e plaats in Luik-Bastenaken-Luik en een zege in de Haspengouwse Pijl. Hij was een redelijke ronderenner getuige zijn 29e plaats in de Ronde van Spanje van 1966. Na zijn wielerloopbaan oefende hij het beroep van slager uit in Spekholzerheide.

## Belangrijkste overwinningen
1960
- 4e etappe Olympia's Tour

1961
- 3e etappe Olympia's Tour

1962
- 8e etappe Ronde van de Toekomst
- Bergklassement Ronde van België

1965
- Haspengouwse Pijl

## Resultaten in voornaamste wedstrijden
| Jaar | Ronde van Italië | Ronde van Frankrijk | Ronde van Spanje |
| ---- | ---------------- | ------------------- | ---------------- |
| 1963 |                  |                     |                  |
| 1965 |                  |                     |                  |
| 1966 |                  |                     | 29e              |

| Jaar | Milaan-San Remo | Ronde van Vlaanderen | Luik-Bast.‑Luik | Parijs-Tours | Brabantse Pijl |
| ---- | --------------- | -------------------- | --------------- | ------------ | -------------- |
| 1963 |                 |                      | 41e             | 15e          |                |
| 1965 |                 |                      | 6e              |              |                |
| 1966 | 79e             | 57e                  |                 |              | 4e             |